# Andrew Benesh
Andrew "Andy" Benesh (Rancho Palos Verdes, 14 maart 1995) is een beachvolleyballer en voormalig volleyballer uit de Verenigde Staten.

## Carrière

### Zaal
Benesh speelde als middenaanvaller voor het zaalteam van zijn highschool in Rancho Palos Verdes. Van 2014 tot en met 2017 volleybalde hij voor de USC Trojans en tijdens zijn laatste jaar was hij aanvoerder van het team. Met de Amerikaanse ploeg onder 21 won hij in 2014 brons bij het NORCECA-kampioenschap en in 2015 zilver bij het Pan-Amerikaans kampioenschap. Bovendien maakte hij dat jaar deel uit van de Amerikaanse selectie voor het WK onder 21 in Mexico. Na afloop van zijn studie aan de University of Southern California speelde Benesh een seizoen voor het Zwitserse Lausanne UC waarmee hij het landskampioenschap en de superbeker won.

### Beach
Benesh debuteerde in 2018 met Cole Fiers in de AVP Tour; bij vier wedstrijden kwamen ze tot een dertiende plaats in San Francisco. Het jaar daarop deed Benesh met Adam Roberts mee aan zeven toernooien met een zevende plaats in Hermosa Beach als beste resultaat. In 2020 nam hij met Eric Beranek deel aan drie toernooien in Long Beach en een jaar later behaalde hij met Billy Allen twee derde plaatsen in Manhattan Beach en Chicago en een vijfde plaats in Atlanta. In 2021 maakte Benesh met Allen bovendien zijn internationale debuut bij het toernooi van Rubavu. Het jaar daarop was hij met verschillende partners actief op tien toernooien in de AVP Tour. Met Phil Dalhausser won hij het toernooi van Austin. Met Miles Evans behaalde hij de overwinning in Denver en een derde plaats in Manhattan Beach. Met Avery Drost werd hij derde in Muskegon, met Nick Lucena vijfde in Atlanta en met Casey Patterson zesde in Phoenix. 
Gedurende het seizoen 2022 kwam Benesh met Lucena en Evans ook internationaal in actie op de Beach Pro Tour. Met Evans won hij een zilveren medaille bij het Future-toernooi van Songkhla en behaalde hij negende plaatsen bij de Challenge-toernooien van Espinho en Agadir. In oktober wisselde Benesh van partner naar Miles Partain. Ze namen die maand deel aan drie Challenge-toernooien. Het duo won goud in Dubai en eindigde als vijfde op de Malediven. Het seizoen daarop kwamen ze bij vier mondiale toernooien tot een eerste (Gstaad), een derde (Ostrava), een vierde (Saquarema) en een vijfde plaats (Itapema). In de AVP Tour wonnen Benesh en Partain het toernooi van Huntington Beach.

## Palmares
Kampioenschappen
- 2023: 5e WK

Beach Pro Tour
- 2022:  Songkhla Future
- 2022:  Dubai Challenge
- 2023:  Elite16 Ostrava
- 2023:  Elite16 Gstaad
- 2023:  Elite16 Montreal
- 2024:  Elite16 Ostrava